# 南田太空港發射場
南田太空港發射場（Ljupetje Spaceport Launch Complex; 臺羅: Liupətz̦e Thài-khong-káng Huat-siā-tiûñ）是台灣晉陞太空股份有限公司的航天火箭發射場。場址位於臺灣台東縣達仁鄉南田部落，鄰近台26線達仁溪橋旁。
此發射場屬於原住民保留地的爭議土地，起初晉陞是以養蝦場名義申請興建，後因改裝成火箭發射場之土地利用爭議晉陞及相關人物遭到台東縣政府開罰以及判決處分。

## 太空港結構設施
南田太空港發射場具備發射台、火箭發射支撐架、氧化劑填充設施、裝載火箭設備、發射控制中心、追蹤天線設備，以及天氣預測站。

## 歷次發射任務

### 2020
| 型號     | 發射日期/時間       | 系列編號 | 酬載 | 結果   | 備註                             |
| -------- | ------------------- | -------- | ---- | ------ | -------------------------------- |
| 飛鼠一號 | 2020年2月13日 06:56 | 無       | 無   | 未發射 | 天候不佳，風切過大，宣布中止發射 |

## 發射任務日誌
2020年2月10日，將飛鼠一號發射時間定於2020年2月13日清晨6點。同日火箭已在南田發射場就位，並著手準備升空前的相關作業；包括風向、模擬發射程序等。火箭發射後預計整個飛行時間約10分鐘，飛向250公里高以上的太空。之後掉落在蘭嶼與綠島間的海域，肉眼可視時間約2分鐘。
2020年2月13日，火箭原定於6時至7時發射；然而火箭雖於6時56分點火，卻沒有升空，最終於7時過後，終止火箭發射。陳彥升說明停射原因為「天候不佳」，自凌晨起就已經不斷施放氣象氣球探測天候條件，但氣球還不到測量高度就已經墜落，因此只能宣告暫緩；而火箭在稍早也有進行試點火，並測試安全機制。但是因為有進行試點火；因此火箭還有零件需要更換，預計下次發射日為一到二個月以後。

## 參閱
- 南方發射航宇科技（英语：Southern Launch）
- 威爾斯灣衛星發射場（英语：Whalers Way Orbital Launch Complex）
- 庫尼巴火箭測試場（英语：Koonibba Test Range）
- 巴巴金航宇中心（英语：Babakin Space Centre）
- 季托夫主要測試及航宇系統控制中心（英语：Titov Main Test and Space Systems Control Centre）
- 土耳其航宇局（英语：Turkish Space Agency）
- 圖比塔克太空技術研究所（英语：TÜBİTAK Space Technologies Research Institute）

## 外部連結
- 官方网站